# Scoliokona heptapora
Scoliokona heptapora is een vlinder uit de familie wespvlinders (Sesiidae), onderfamilie Sesiinae.
Scoliokona heptapora is voor het eerst wetenschappelijk beschreven door Kallies & Arita in 1998. De soort komt voor in het Oriëntaals gebied.